# Jacques Bihozagara
Jacques Bihozagara (25 de febrer de 1945 – 30 de març de 2016, als 71 anys) va ser un diplomàtic de Ruanda. Va servir com a ambaixador de Ruanda a França i a Bèlgica. Va ser antic ministre de Rehabilitació i Integració Social del govern de Ruanda. El 1987 Bihozagara fou cofundador del Front Patriòtic Ruandès (RPF), que va arribar al poder després del genocidi ruandès de 1994. Després de retirar-se a causa de la mala salut, va començar a invertir les seves pensions en projectes immobiliaris a petita escala i en diversos negocis petits.

## Vida després de la carrera política
Després de retirar-se de la seva carrera política, Bihozagara va començar un intent de sis anys de convertir-se en ciutadà de Burundi a causa de l'assetjament i la frustració provocats pel règim a Kigali. Les seves sol·licituds de ciutadania van ser denegades. Es presumeix que el factor principal d'aquestes negacions es deu al fet que Bihozagara no vivia a Burundi. Bihozagara va viatjar a Burundi per fer negocis i visitar la família. Posseïa actius i propietats a Burundi.

## Arrest i mort
Al desembre de 2015 Bihozagara va ser arrestat sota sospita d'espionatge després de trobar armes a la seva casa de Kinindo. Va morir a la presó de Burundi el març de 2016. Els esdeveniments que envolten la seva mort encara no estan clars, encara que s'ha rumorejat que Bihozagara va ser assassinat, probablement emmetzinat. Altres presos detinguts a la mateixa presó van declarar que Bihozagara gaudia de bona salut fins al dia de la seva mort. Va morir només uns minuts després d'arribar a la infermeria de la presó.
Va trigar més d'una setmana a realitzar-se una autòpsia. Després de l'autòpsia, el seu cos fou entregat a la seva família. A causa de la condició del cos, que semblava tenir contusions profundes i cicatrius visibles a la cara, se suposa que Bihozagara havia estat torturat. No es va realitzar una autòpsia completa abans del seu funeral
Després d'una investigació posterior, el seu assassinat va poder haver passat perquè Sud-àfrica havia demanat la seva recol·locació. Més tard, la informació es va filtrar al cap suprem de Ruanda, Paul Kagame. El govern de Burundi va intentar amenaçar a la família de Bihozagara signant documents que resolguessin la mort de Bihozagara per causes naturals, la qual cosa immunitzaria el govern de Burundi de qualsevol responsabilitat per la seva mort. Burundi s'enfronta actualment a la pressió dels activistes dels drets humans sobre el seu tractament dels presos polítics.